# Megadolomedes trux
Espèce
Synonymes
- Dolomedes trux Lamb, 1911

Megadolomedes trux est une espèce d'araignées aranéomorphes de la famille des Dolomedidae.

## Distribution
Cette espèce est endémique d'Australie. Elle se rencontre de Gordon en Nouvelle-Galles du Sud à Cooktown au Queensland.

## Description
La carapace de la femelle holotype mesure 12 mm de long sur 10 mm et l'abdomen 17 mm de long sur 11 mm.
Le mâle décrit par Raven et Hebron en 2018 mesure 7,60 mm et la femelle 30,00 mm.

## Systématique et taxinomie
Cette espèce a été décrite sous le protonyme Dolomedes trux par Lamb en 1911. Elle est placée en synonymie avec Megadolomedes australianus par Davies et Raven en 1980. Elle est relevée de synonymie par Raven et Hebron en 2018.

## Publication originale
- Lamb, 1911 : « Descriptions of some new Queensland Araneidae. » Annals of The Queensland Museum, vol. 10, p. 169-174.